# Dave Annable
 (janvier 2025).
Si vous disposez d'ouvrages ou d'articles de référence ou si vous connaissez des sites web de qualité traitant du thème abordé ici, merci de compléter l'article en donnant les références utiles à sa vérifiabilité et en les liant à la section « Notes et références ».
Pour les articles homonymes, voir Annable.
David Rodman Annable est un acteur américain né le 15 septembre 1979 à Suffern, New York.

## Biographie
Dave Rodman Annable est né à Suffern, État de New York. Ses parents sont Tammi et Rodman John Annable. Il a une sœur nommée Rebecca et une demi- sœur nommée Stacy.
Sa mère est juive (ce n'est pas une nationalite) et son père est anglais, avec des ascendances allemande, irlandaise et française. Dave a grandi dans Walden, une petite ville dans l'État de New York.
Il fait ses débuts à la télévision en 2002 dans la série New York 911. Il débarque ensuite sur le grand écran avec le film Les Ex de mon mec (Little Black Book). On le retrouve ensuite de nouveau sur le petit écran avec Réunion : Destins brisés
C'est en 2006 que l'acteur se fait connaître du grand public, grâce à la série Brothers & Sisters où il incarne le rôle de Justin Walker, un vétéran de la guerre d'Afghanistan et d'Irak et aussi toxicomane. Il sera présent durant les cinq saisons.
Il obtient quelques rôles au cinéma et dans des séries, mais ce n'est qu'en 2014 qu'il revient avec un rôle plus important sur le petit écran, avec la série médicale Red Band Society. La série n'aura le droit qu'à une seule saison.
En 2016, il revient dans une série médicale intitulée Heartbeat et diffusée sur NBC, aux côtés de Melissa George. La série est annulée après une saison.
En 2018 il joue dans la premier épisode de la série Yellowstone, et retrouve pour l'occasion Luke Grimes de Brothers & Sisters.

## Vie privée
Depuis Janvier 2009, il est en couple avec l'actrice Odette Annable. Ils se sont fiancés en février 2010, puis se sont mariés le 10 octobre 2010 à Ojai, en Californie.
Le 7 septembre 2015, sa femme a donné naissance à leur premier enfant, une fille prénommée Charlie Mae Annable.
En fin d'année 2019, le couple annonce leur divorce après neuf ans de mariage. Ils finissent par se remettre ensemble quelques mois plus tard.
En mai 2021, elle annonce avoir fait sa troisième fausse couche en peu de temps.
Le 13 octobre 2022, le couple accueille leur second enfant, une fille prénommée Andersen « Andi » Lee Annable.

## Filmographie

### Cinéma
- 2004 : Les Ex de mon mec (Little Black Book) : Bean
- 2009 : Julie & Julia : Jake
- 2011 : (S)ex List : Jake Adams
- 2011 : Et maintenant... N'embrassez pas la mariée (You May Not Kiss the Bride)
- 2016 : Temple : Gabriel
- 2017 : Riposte armée

### Télévision

#### Séries télévisées
- 2002 : New York 911 : Doug Mapple Jr
- 2005 : Réunion : Destins brisés : Aaron Lewis
- 2006 - 2011 : Brothers & Sisters : Justin Walker
- 2012 : Fetching : Blake
- 2012-2013 : 666 Park Avenue : Henry Martin
- 2012-2013 : Ben and Kate : Greg
- 2014 - 2015 : Red Band Society : Dr Adam McAndrew
- 2016 : Heartbeat : Pierce Harrison
- 2017 : Very Bad Nanny : Teddy Grant
- 2018 : Yellowstone : Lee Dutton
- 2019 : What/If : Dr Ian Harris
- 2021 : Fantasy Island : (saison 1, épisode 2)
- 2021 : Walker : Dan Miller (saisons 2 et 3)
- 2023 : Opérations Spéciales : Lioness (Special Ops: Lioness) : Neil

#### Téléfilms
- 2003 : Other People's Business
- 2004 : Spellbound : Griffin
- 2013 : Joe, Joe, Jane : Joe Dougan
- 2018 : Nuits blanches à Noël

## Voix francophones
En France, Pascal Nowak est la voix régulière de Dave Annable, qu'il double depuis 2007. En parallèle, Damien Boisseau l'a également doublé à deux reprises.
En France
| - Pascal Nowak dans : - Brothers and Sisters (série télévisée) - [S]ex List - 666 Park Avenue (série télévisée) - Ben and Kate (série télévisée) - Nuits blanches à Noël (téléfilm) - This Is Us (série télévisée) - Damien Boisseau dans (les séries télévisées) : - What/If - Opérations Spéciales : Lioness | Et aussi - Paolo Domingo dans Réunion : Destins brisés (série télévisée) - Nicolas Beaucaire dans Very Bad Nanny (série télévisée) - Damien Ferrette dans Yellowstone (série télévisée) - Laurent Morteau dans L'Île fantastique (série télévisée) - Constantin Pappas dans Walker (série télévisée) - Boris Rehlinger dans The Waterfront (série télévisée) |

Au Québec
Note : La liste indique les titres québécois.
| - Nicholas Savard L'Herbier dans : - Le petit carnet noir (2004) - C'est quoi ton Numéro? (2011) |